# Gusti Grab
Gusti Grab je naseljeno mjesto u općini Busovača, Federacija Bosne i Hercegovine, BiH.

## Povijest
Tijekom bošnjačko-hrvatskog sukoba, 19. siječnja 1993. muslimanske snage počinile su ratni zločin nad skupinom Hrvata.

## Stanovništvo

### 1991.
Nacionalni sastav stanovništva 1991. godine, bio je sljedeći:
ukupno: 347
- Hrvati - 285
- Muslimani - 56
- Jugoslaveni - 4
- ostali, neopredijeljeni i nepoznato - 2

### 2013.
Nacionalni sastav stanovništva 2013. godine, bio je sljedeći:
ukupno: 270
- Hrvati - 138
- Bošnjaci - 131
- ostali, neopredijeljeni i nepoznato - 1